# Helmut Lindner (Physiker)
Helmut Lindner (* 8. Mai 1907 in Oelsnitz/Vogtl.; † 25. Mai 1983 in Mittweida) war ein deutscher Physiker, Elektroingenieur, Studiendirektor, Hochschullehrer und Autor von weit verbreiteten Lehrbüchern, Studienmaterialien und populärwissenschaftlichen Werken.

## Leben
Lindner wurde als Sohn eines Buchhändlers in Oelsnitz/Vogtl. geboren und studierte von 1926 bis 1930 an den Handelshochschulen Berlin und Leipzig mit den Spezialwissenschaftsgebieten Physik, Mathematik und chemischer Physik und schloss das Studium als Diplomhandelslehrer ab. 1940 bewarb er sich an der Ingenieurschule Mittweida und wurde nach einem Probejahr als Lehrer für Maschinenbau für die Lehrgebiete Mathematik, Physik und Mechanik berufen. Von 1949 bis 1951 lehrte er als Dozent an der Bergakademie Freiberg und ab 1951 bis 1972 wieder an der Ingenieurschule für Elektrotechnik in Mittweida. Hier gehörte u. a. Siegfried Altmann als Hilfsassistent zu seinen akademischen Schülern und war in die Bearbeitung von Nachauflagen der Fachbücher von Helmut Lindner einbezogen.
Die Hochschule Mittweida verleiht seit 2012 den „Helmut-Lindner-Preis für exzellente Lehre“.

## Werke (Auswahl)
- Das Bild der modernen Physik. Urania Verlag Leipzig – Jena – Berlin – Verlag für populärwissenschaftliche Literatur, Leipzig, DDR, 1973, VLN 212-475/81/78, LSV 1109
- Physik für Ingenieure. Leipzig/Braunschweig Fachbuchverlag/Vieweg 1968, Hanser Fachbuch 20. Auflage geplant 02/2021, ISBN 978-3-446-45882-6.
- Physikalische Aufgaben: 1201 Aufgaben mit Lösungen aus allen Gebieten der Physik. 36. Auflage. Fachbuchverlag Leipzig im Carl-Hanser-Verlag, München 2013, ISBN 978-344-64375-3-1.